# Demografía de Níger
La Demografía de Níger comprende todas aquellas características demográficas de la población de este país, incluyendo la densidad poblacional, grupos étnicos, nivel educacional, salud poblacional, situación económica, creencias religiosas y otros aspectos de la población.

## Población

### Población actual
27 202 844 habitantes (2023 est.)

### Proyecciones
| Año  | Población Nigerí | Fuente |
| ---- | ---------------- | ------ |
| 2030 | 36 657 793       | [ 2 ]  |
| 2040 | 55 203 392       | [ 2 ]  |
| 2050 | 85 281 667       | [ 2 ]  |
| 2060 | 131 375 375      | [ 2 ]  |
| 2070 | 201 634 616      | [ 2 ]  |
| 2080 | 305 407 268      | [ 2 ]  |
| 2090 | 465 460 962      | [ 2 ]  |
| 2100 | 695 291 810      | [ 2 ]  |

## Perfil demográfico

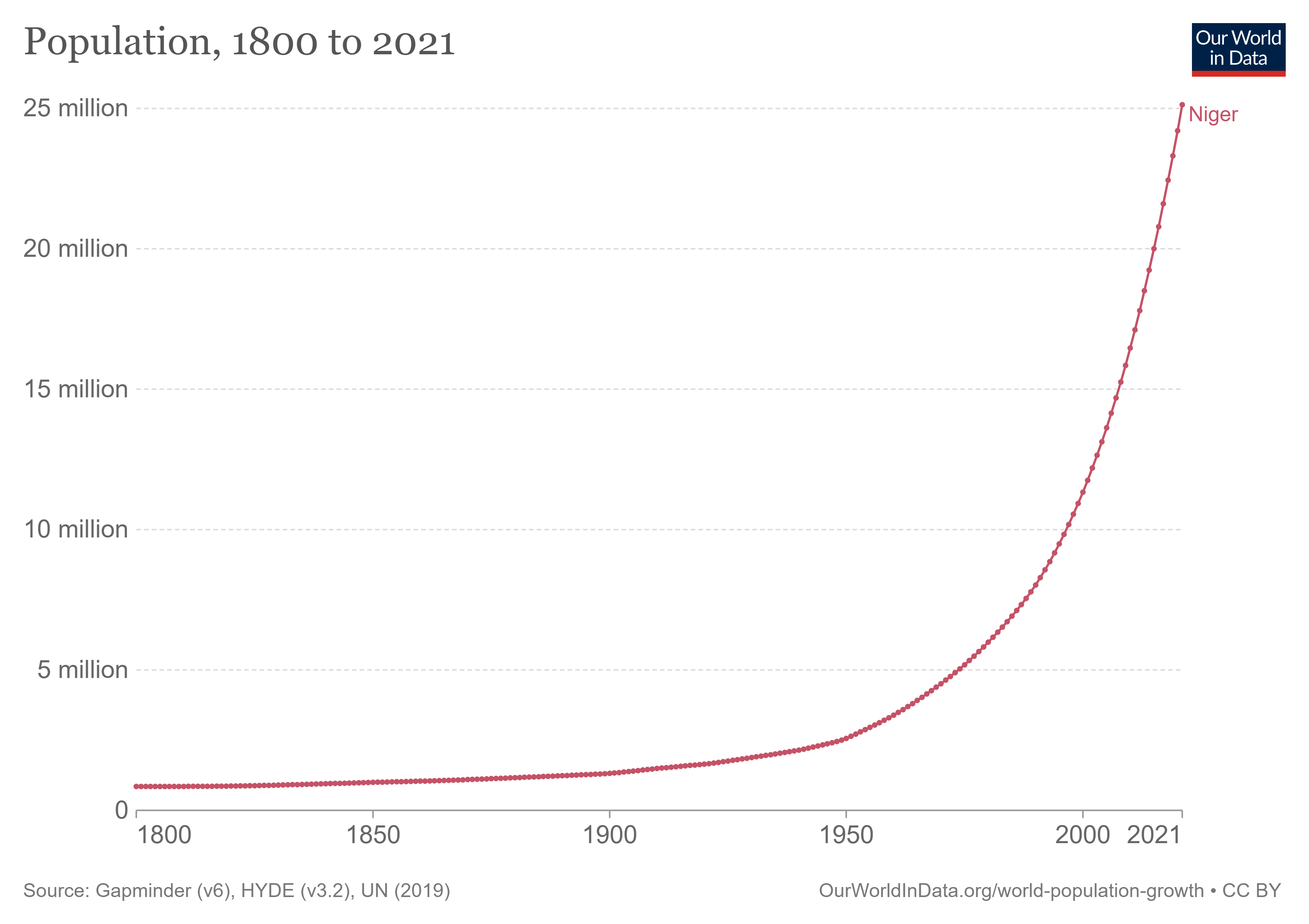
Evolución demográfica de Níger (1800-2021).

Níger tiene la tasa global de fecundidad (TGF) más alta del mundo, con una media de casi 7 hijos por mujer en 2016. El ligero descenso de la fertilidad en las últimas décadas se ha estancado. Esta estabilización de la alta tasa de fertilidad es en gran parte producto del continuo deseo de tener familias numerosas. En Níger, la TGF es inferior a la tasa de fecundidad deseada, lo que hace poco probable que aumente el uso de anticonceptivos. La elevada tasa de fecundidad mantiene un rápido crecimiento de la población y una gran cantidad de jóvenes: casi el 70% de la población tiene menos de 25 años. La desigualdad de género, que incluye la falta de oportunidades educativas para las mujeres y el matrimonio y el parto precoces, también contribuye al elevado crecimiento de la población.

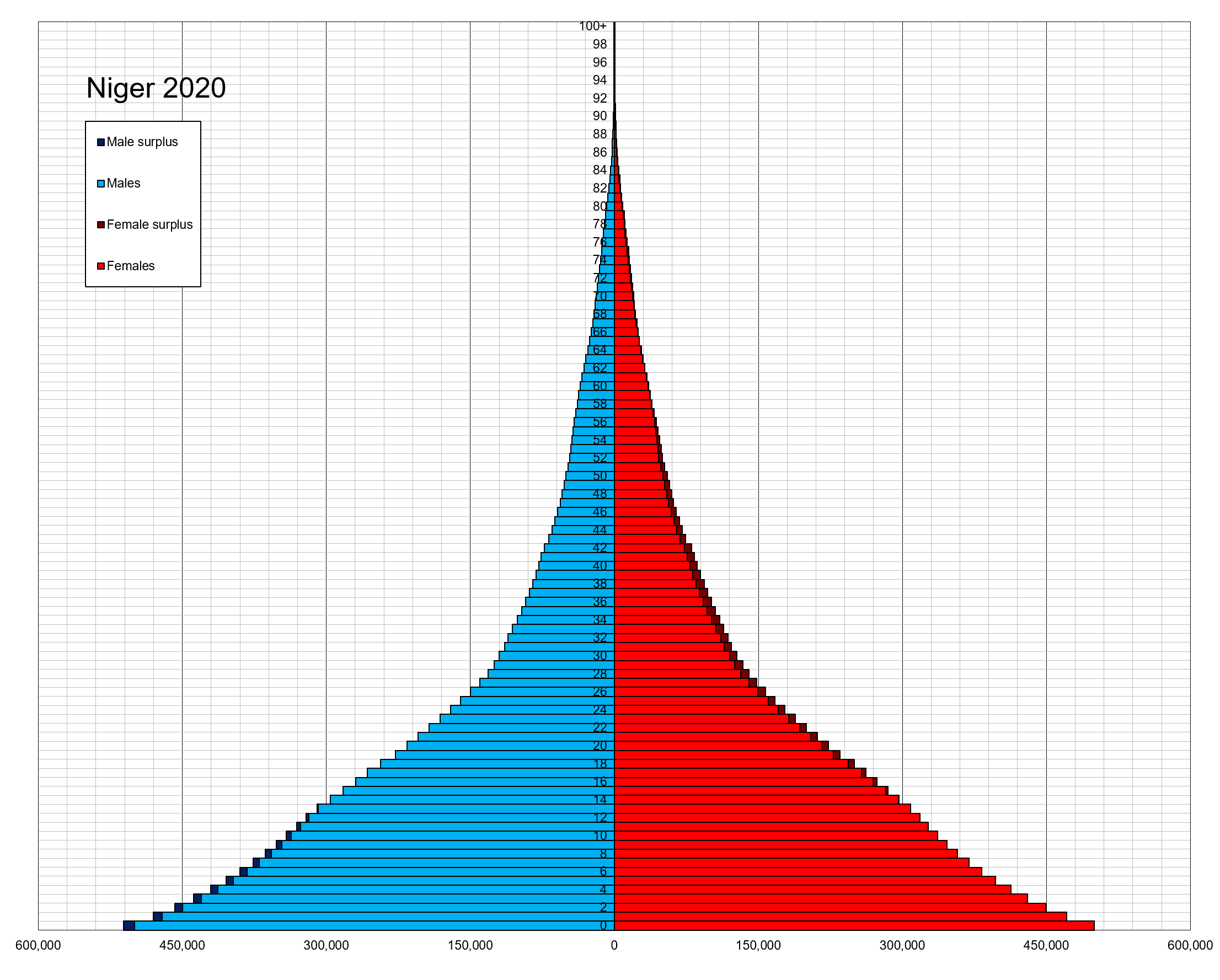
Pirámide de población de Níger en 2020.

Debido al gran tamaño de las familias, los hijos heredan parcelas cada vez más pequeñas. La dependencia de la mayoría de los nigerianos de la agricultura de subsistencia en parcelas cada vez más pequeñas, junto con la disminución de las precipitaciones y la consiguiente reducción de las tierras cultivables, impiden que la producción de alimentos siga el ritmo de crecimiento de la población.
Durante más de medio siglo, la falta de desarrollo económico de Níger ha provocado una emigración neta constante. En la década de 1960, los nigerinos emigraban principalmente a los países costeros de África Occidental para trabajar de forma estacional. Algunos se dirigieron a Libia y Argelia en la década de 1970 para trabajar en la floreciente industria petrolera hasta su declive en la década de 1980. Desde la década de 1990, los principales destinos de los emigrantes laborales nigerinos han sido los países de África Occidental, especialmente Burkina Faso y Costa de Marfil, mientras que la emigración a Europa y Norteamérica ha seguido siendo modesta. Durante el mismo periodo, la ciudad de Agadez, la ruta comercial del desierto de Níger, se convirtió en un centro para los emigrantes de África Occidental y otros subsaharianos que cruzaban el Sáhara hacia el norte de África y, a veces, hacia Europa.
Más de 60.000 refugiados malienses han huido a Níger desde que comenzó la violencia entre las tropas gubernamentales malienses y los rebeldes armados a principios de 2012. Los continuos ataques de la insurgencia islamista de Boko Haram, que se remontan a 2013 en el norte de Nigeria y a febrero de 2015 en el sureste de Níger, han empujado a decenas de miles de refugiados nigerianos y retornados nigerianos a cruzar la frontera con Níger y a desplazar a miles de lugareños en la ya empobrecida región nigerina de Diffa.

## Estadísticas vitales
Níger es el 63° país más poblado del mundo, que para efectos comparativos es similar a la de Ecuador. En efecto, según la información estadística de la CIA World Factbook, la población de Níger estimada a 2010 es 15 306 252 habitantes, de las que un 49,6% se encuentra en el rango 0 a 14 años (3 840 379 hombres y 3 758 674 mujeres), 48,1% entre 15 y 64 años (3 658 361 hombres y 3 690 373 mujeres) y 2,3% con más de 65 años (159 984 hombres y 198 481 mujeres).
La esperanza de vida en el 2017 es de 60 años y el promedio de hijos por mujer es de 7,37, la segunda tasa más alta del mundo, lo cual está provocando un aumento poblacional nunca visto en la historia de este pobre país. Del mismo modo, su tasa de natalidad es la más alta del mundo, con 51,6 nacimientos por 1000 habitantes, aunque la de mortalidad es asimismo elevada, ubicándose en el puesto dieciocho a escala mundial con 14,83 muertes por mil habitantes. La mortalidad infantil es de las mayores del mundo, con 116,66 fallecimientos por 1000 habitantes, y su esperanza de vida una de las más bajas.
| Estadísticas de la Organización Mundial de la Salud para 2007: Indicadores Básicos de Salud para Níger      | Estadísticas de la Organización Mundial de la Salud para 2007: Indicadores Básicos de Salud para Níger | Estadísticas de la Organización Mundial de la Salud para 2007: Indicadores Básicos de Salud para Níger |
| Indicador                                                                                                   | Valor                                                                                                  | (año)                                                                                                  |
| --- | --- | --- |
| Esperanza de vida al nacer (años) hombres                                                                   | 42.0                                                                                                   | (2005)                                                                                                 |
| Esperanza de vida al nacer (años) mujeres                                                                   | 41.0                                                                                                   | (2005)                                                                                                 |
| Esperanza de vida sana (EVAS) al nacer (años) hombres                                                       | 36.0                                                                                                   | (2002)                                                                                                 |
| Esperanza de vida sana (EVAS) al nacer (años) mujeres                                                       | 35.0                                                                                                   | (2002)                                                                                                 |
| Probabilidad de morir (por 1 000 habitantes) entre los 15 y los 60 años (tasa de mortalidad adulta) hombres | 502 | (2005)                                                                                                 |
| Probabilidad de morir (por 1 000 habitantes) entre los 15 y los 60 años (tasa de mortalidad adulta) mujeres | 478 | (2005)                                                                                                 |
| Gasto total en salud como porcentaje del producto interno bruto                                             | 4.2 | (2004)                                                                                                 |
| Total per cápita del gasto en salud en dólares internacionales                                              | 25.9                                                                                                   | (2004)                                                                                                 |
| Población (en miles) total                                                                                  | 13957                                                                                                  | (2005)                                                                                                 |

## Grupos étnicos y religiosos
| Población en Níger | Población en Níger | Población en Níger | Población en Níger |
| Año                | Población          | Variación (±%)     |                    |
| ------------------ | ------------------ | ------------------ | ------------------ |
| 1960               | 3 240 000          | —                  |                    |
| 1970               | 4 210 000          | +29.9%             |                    |
| 1980               | 5 578 000          | +32.5%             |                    |
| 1990               | 7 754 610          | +39.0%             |                    |
| 2000               | 10 492 569         | +35.3%             |                    |
| 2010               | 15 203 822         | +44.9%             |                    |

Los grupos étnicos más grandes en Níger son los Hausas —que también constituyen el principal grupo étnico en el norte de Nigeria— y los Zarma Songhay (o llamados también como Djerma-Songhai) —que además se encuentran en algunas partes de Malí; ambos grupos son agricultores sedentarios que viven en el sur del país. Los Kanouri (incluyendo los Beri Beri u Manga) constituyen la mayoría de la población sedentaria al sureste de la nación; el resto de la población de Níger son nómadas o seminómadas ganaderos (aquí se tienen a los pueblos Tuareg, Fulani, Toubou y los Diffa árabes. 
El rápido crecimiento de la población y la consiguiente competencia por los recursos naturales escasos, han impactado en los estilos de vida de estos pueblos, que han incrementado los en Níger durante los últimos años.
Aí, de acuerdo a cifras disponibles, la composición étnica del país es de un 56% de hausas, un 22% de djerma, un 9% de fula, un 8% de tuáreg y un 4% berebere. Esta región ha sido afectada negativamente por la guerra contra el integrismo islámico en el norte del país, salvo por un período de diez años, ha resultado en una negligencia seria, falta de desarrollo de infraestructuras, destrucciones y desplazamientos mayores de cientos de Miles de personas. El idioma oficial es el hausa (desde 2025), y la lengua de trabajo el francés, aunque solo una pequeña parte de la población habla este último. La principal lengua vérnacula es el hausa, que sirve de lingua franca entre los distintos grupos étnicos, y es hablada como idioma materno por el 60% de los nigerinos.
El islam es la religión predominante con un 80% de la población que la profesa; cabe indicar que el 95% es sunita y sólo el 5% es chiita. El resto de los nigerinos son animistas locales y católicos. El resto de la población practica el catolicismo y creencias animistas locales.

## Educación

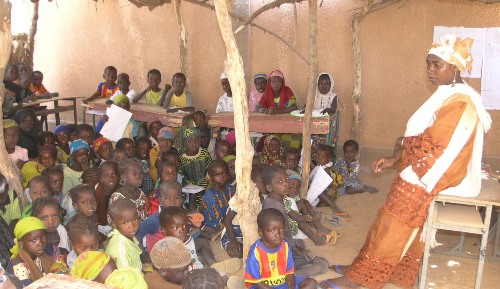
Niños asistiendo a la escuela en Níger.

La educación primaria en Níger es obligatoria durante los primeros seis años, aunque las tasas de matrícula y las tasas de asistencia son bajas, especialmente para las niñas. En 1997, la tasa bruta de matrículas en educación primaria era del 29,3%, mientras que en 1996, esta tasa fue de 24,5%.
Alrededor del 60% de los niños que terminan la educación primaria son hombres, mientras que la mayoría de las niñas rara vez concurren a la escuela por más que unos pocos años; en particular, los menores de edad en general se ven obligados a trabajar en lugar de asistir a la escuela, especialmente durante la época de siembra o cosecha. Además, los niños nómadas del norte del país a menudo no tienen acceso a las escuelas.
Hay dos instituciones de educación superior en Níger: la Abdou Moumouni University de Niamey que fue fundada como la Universidad de Niamey en 1974 —es la única universidad pública en el país— y la Universidad Islámica de Níger en Say que se inauguró en 1986.